# 福瑟拉尔
福瑟拉尔（荷蘭語：Vosselaar，荷蘭語發音：[ˈvɔsəlaːr]）是比利时弗拉芒大區安特衛普省蒂倫豪特區的一个市镇，通行荷蘭語，是弗拉芒社群的一部分，面积11.85平方千米，人口11,159人（2018年1月1日）。